# Literatura mundial
La literatura mundial se relaciona con la mirada que tenemos sobre las literaturas nacionales. Pese a lo extendido del estudio, actualmente no se puede ofrecer una única definición del concepto. Unos de los primeros en hablar sobre la literatura mundial (Weltliteratur) fue Johann Wolfgang von Goethe. Sin embargo, otros intelectuales como Karl Marx, Engels, Franco Moretti o Pascale Casanova han intentado esclarecer los límites de la literatura mundial, aportando propias definiciones en relación con sus momentos de estudio. 

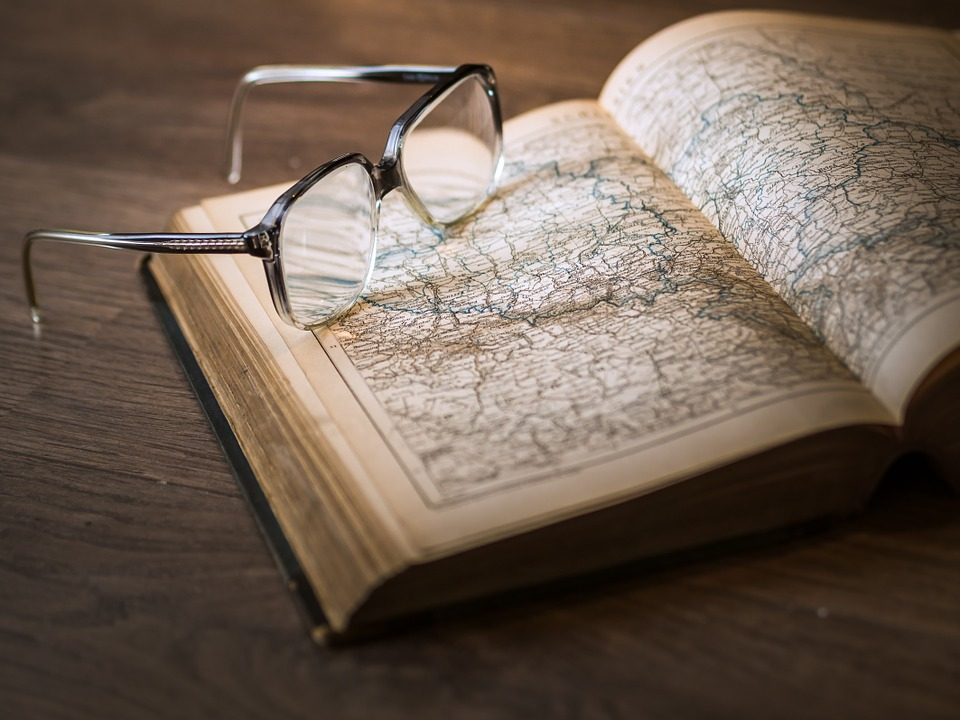
Literatura mundial

Literatura mundial se empieza a usar como concepto a partir de las menciones de Goethe (Weltliteratur) en textos marginales (revistas, prólogos, conversaciones, etc.), pero es a partir de los años 90 cuando comienza a estudiarse de forma más exhaustiva, en relación con la literatura comparada, la traducción, el colonialismo, etc., momento en el cual se renueva el interés por el concepto de literatura debido a los efectos de la globalización y su implicación en los estudios literarios. Así pues, distinguimos dos factores determinantes:
1. Por un lado, el interés, unido a la globalización y sus efectos en la cultura, en la concepción de identidad. En este sentido, y especialmente en el contexto anglosajón, al concepto de literatura mundial se le hace responsable de la necesidad de pensar la literatura más allá de la nación, pero teniendo en cuenta un mundo en el que el intercambio cultural era cada vez más intenso y veloz.
2. El segundo factor tiene que ver con la organización interna de los estudios literarios, en relación con la ambición de incorporar todas las literaturas del mundo.

## Goethe
El concepto de literatura mundial reaparece una y otra vez a lo largo de toda la producción literaria de Goethe. La primera vez es en 1827, durante una conversación mantenida con Eckermann:
«Cada vez veo más claramente —siguió diciendo Goethe— que la poesía es un acerbo común a todos los hombres, y que aparece en todas partes y en todos los tiempos representada por centenares y centenares de hombres. Tan sólo uno lo hace algo mejor que otro, y logra remontarse un poco más, he aquí todo. El señor Matthison no debe creer que es precisamente él quien ha llegado más arriba, ni tal vez yo tampoco debería creerlo de mí; pero todos debemos decirnos que el don poético no es una cosa rara y que nadie debe creerse con más títulos que otro por haber escrito una buena poesía. Yo, por ejemplo, me complazco contemplando lo que sucede en otras naciones y aconsejo a todos que procuren hacer lo mismo. El concepto de literatura nacional ya no tiene sentido; la época de la literatura universal está comenzando, y todos debemos esforzarnos para apresurar su advenimiento. Pero en nuestra valoración de lo extranjero, no debemos tomar lo extraño como motivo exclusivo de nuestras admiraciones erigiéndolo en modelo único.»
El concepto sigue presentándose en otros textos como «literatura cosmopolita» e incluso como «literatura nacional», aunque en todos casos Goethe utilizó la palabra Weltliteratur. En estos momentos, para Goethe lo que se considera Weltliteratur es una literatura producto de una labor colectiva entre las naciones francesa, alemana e inglesa, consideración que nace del momento histórico que se está viviendo: los países americanos acaban de constituir sus respectivos Estados-nación, lo que supone uno de los primeros pasos de la modernidad hacia la poscolonialidad. En palabras de Hugo Achugar se trata de: «[la] consolidación de un “nuevo orden mundial” instaurado por la Santa Alianza luego de la derrota de Napoleón y del Congreso de Vieja de 1815». Así pues, para Goethe la literatura mundial no es más que la conjunción de unas prácticas y valores que, en trascendencia a las fronteras nacionales, permiten concebir el ejercicio de la literatura como una suerte de espacio transnacional. «Por ello [...] el entendimiento estrictamente goetheano de la noción apunta a un “mercado libre” de intercambio entre naciones. En suma, el origen de la conceptualización de Goethe apunta hacia un conjunto de cuestiones conceptuales que serán centrales para el debate posterior de la noción».

## Marx y Engels
Unos años más tarde, tanto Marx como Engels parten de esa descripción de la situación que hace Goethe y a partir de la teoría materialista plantean la formación de una economía mundial unida a una literatura mundial. Consideran que la burguesía, a través de la explotación, ha dado estatus cosmopolita a la producción y al consumo en cada país, tanto en la producción intelectual como en la material. La creación intelectual de las naciones individuales pasa a ser propiedad común, y de las literaturas locales y regionales emerge una literatura mundial. En el 

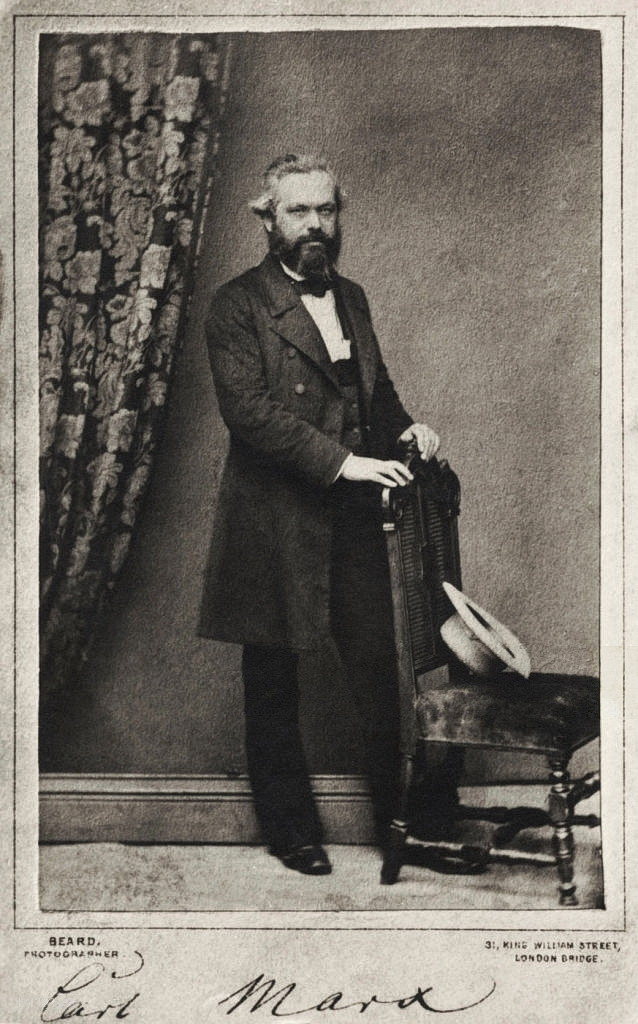
Marx

Manifiesto del Partido Comunista escriben: 
«En virtud de su explotación del mercado mundial, la burguesía ha dado una conformación cosmopolita a la producción y al consumo. […] El sitio de la antigua autosuficiencia y aislamiento locales y nacionales se ve ocupado por un tráfico en todas direcciones, por una mutua dependencia general entre las naciones. Y lo mismo que ocurre en la producción material ocurre asimismo en la producción intelectual. Los productos intelectuales de las diversas naciones se convierten en patrimonio común. La parcialidad y limitación nacionales se tornan cada vez más imposibles, a partir de las numerosas literaturas nacionales y locales se forma una literatura universal».
Como observa ya Hugo Achugar en Planetas sin boca: escritos efímeros sobre arte, cultura y literatura, el uso que Marx y Engels dan al concepto se asemeja con el de Goethe debido a esa idea de la aparición de “nuevo orden mundial” en el cual la nación resulta obsoleta y en la que literatura mundial sería expresión de ese intercambio cultural. En ambos casos, el concepto, así como la cultura, están estrechamente ligados con lo mercantil, debido a la connotación universalista de ambos. «La literatura mundial es en Marx y Engels el resultado cultural del proceso dialéctico del capital, donde la expansión del mercado se proyecta ideológicamente a la mundialización de la cultura»

## Franco Moretti
Franco Moretti es uno de los autores más relevantes en el estudio del concepto de literatura mundial. Pese a que su trabajo se centra en la relación de esta con la literatura latinoamericana, sin duda su trabajo es uno de los más innovadores y ambiciosos del panorama académico. 

Para Moretti, la literatura mundial deja de ser un objetivo para convertirse en un problema que hay que resolver, y debido a que la literatura comparada no ha cumplido las expectativas puestas en ella a la hora del estudio, es necesario volver a la idea de Goethe:
«Pienso que es tiempo de que volvamos a la vieja ambición de la Weltliteratur: después de todo, la literatura alrededor nuestro es ahora sin duda un sistema planetario. La cuestión no es realmente qué debemos hacer, la cuestión es cómo hacerlo.»
Dicho de otro modo, el escritor uruguayo [¿?] propone sacar este concepto del campo de estudio de la literatura comparada y replantearlo como una problemática conceptual que requiere un método de aproximación. Sánchez Pardo dice al respecto: 
«[...]en vez de analizar textos “individuales considerados culturalmente importantes”, [Moretti] propone la construcción de “conceptos-tipo” para encontrar reglas generales. Desde esta perspectiva, el ensayo de Moretti propone la constitución de un método (la lectura distante (Distant reading)) e ilustra el proceso de arribo a una ley general (lo que llama “Ley de Jameson”: el “compromiso” (compromise) alcanzado entre formas literarias importadas y contenidos locales»
El primer presupuesto crítico en el que descansa el concepto de lectura distante es una lectura textual correspondería a los especialistas en literaturas nacionales o regionales, mientras que el crítico de la literatura mundial deberá conceptualizar buscando patrones en común encontrados, de manera independiente, en los trabajos críticos específicos
En resumen, Moretti trata de mostrar la incapacidad de comprender el concepto de literatura mundial con las herramientas de las que dispone actualmente la literatura comparada, así como la necesidad de una expansión del corpus literario. «Se trata de un catálogo de nuevas y sugerentes metodologías concretas de la literatura que, en conjunción con otras, pueden sin duda transformar la visión profundamente eurocéntrica y nacionalista desarrollada por más de dos siglos de literatura mundial y literatura comparada»

## Pascale Casanova
Casanova, en su libro La República Mundial de las Letras, muestra la misma preocupación que Moretti en torno a la articulación de la literatura y la escritura en los tiempos del capitalismo tardío, y al igual que el autor italiano, considera necesaria el replanteamiento del concepto de literatura mundial, así como el de la propia lectura, fuera del campo de estudio de la literatura comparada.
La perspectiva de Casanova intenta separar los distintos poderes capitalistas del momento de la literatura, a la cual intentan poner a su servicio; un intento de subordinar los factores externos y las formas de organización del espacio literario a la elaboración de una determinada noción de literatura por partes de autores y críticos. Utilizando una terminología sacada del ámbito socioeconómico, Casanova hace ver a los escritores y críticos que no están tan alejados como ellos creen del capitalismo, puesto que utilizan el mismo lenguaje para elaborar y legitimar su actividad. Esto que ella denomina «capital» no solo se encuentra en el ejercicio literario de autores y críticos, sino también en todos los lugares que se apoderan de él, lo transforman, lo reutilizan, etc., como las instituciones académicas, jurados o revistas. Señala también que los países que tienen una gran tradición literaria (como Francia) revivifican sistemáticamente su patrimonio literario a través de los que participan de él o se consideran sus responsables.Sin embargo, hay que tener en cuenta que la concentración e ideas derivadas de ese capital no es algo exclusivamente literario, sino que depende de otros capitales artísticos, como pueden ser el musical o el plástico, que se enriquecen mutuamente.

A partir del siglo XVI vincula la literatura al concepto de nación, y plantea que esa relación está en la base de la desigualdad del universo literario, porque las historias nacionales son diferentes y desiguales y, por tanto, los recursos literarios que están marcados por un concepto de nación son también desiguales y no se reparten de manera uniforme. Señala, además, que precisamente ocurre que los efectos de eso pesan sobre las literaturas nacionales y sobre los escritores:
«Las prácticas y las tradiciones, las formas y las estéticas vigentes en una nación literaria determinada solo pueden hallar su sentido genuino a la luz de la posición precisa que ocupa el espacio literario nacional en la estructura mundial». 
Básicamente, necesitamos del contexto de la literatura mundial para comenzar a dirimir una literatura nacional o de cualquier otro tipo más restringido geográficamente. No obstante, ella señala que la historia literaria, igual que la geografía literaria, no puede reducirse a la historia política. Pone como ejemplo la incorporación a un determinado capital cultural de los escritores latinoamericanos, de modo que conquistan un determinado espacio internacional que conlleva la atención a sus literaturas nacionales.
Con el interés puesto sobre las concesiones que esa aproximación conceptual puede poner de relieve, y lo que se podría vislumbrar en cuanto a la escritura de una historia literaria de la literatura mundial,  intenta reconstruir los procesos europeos que dan lugar a la génesis de lo que podríamos llamar el mundo literario, y explicar de alguna manera su funcionamiento todo ellos utilizando ejemplos europeos con la intención de poner de relieve las desigualdades entre el centro y la periferia, y los efectos que esa doble temporalidad tiene en los escritores sobre todo periféricos. El problema radica no en descubrir cuál va a ser la próxima metrópolis cultural sino en vislumbrar hasta dónde esa reorganización de la producción y distribución, y la supremacía del factor rentabilidad pueden contribuir en alguna medida al desmantelamiento del capital cultural literario acumulado hasta entonces.
En resumen, Pascale Casanova, a lo largo de todo su libro, intenta colocarse en el lugar de la literatura «descentrada», es decir, aquella que no es hegenómica, lo que ella llama «las pequeñas literaturas», planteándose la asincronía que hay en los procesos de separación o autonomización del espacio literario nacional respecto al espacio literario mundial. Las estrategias que se siguen son la asimilación en el espacio dominante, o la diferenciación, la reivindicación de lo nacional frente a lo mundial, poniendo como ejemplos a autores como Joyce y Kafka, aunque nos serán los únicos, puesto que Cioran o Micheaux también servirán como arquetipos a la hora de desarrollar posibles vías de reapropiación y de recreación del capital mundial, es decir, encontrar vías para recrear, transformar o transmitir las distintas tradiciones heredadas.